# Bolesław Mazurek
Bolesław Mazurek (ur. 1938, zm. 13 października 2022 we Wrocławiu) – polski inżynier elektryk. Absolwent Politechniki Wrocławskiej. Od 1992 profesor na Wydziale Elektrycznym Politechniki Wrocławskiej.
Zmarł 13 października 2022. Został pochowany na cmentarzu św. Wawrzyńca we Wrocławiu.